# A.J. Foyt IV
Anthony Joseph Foyt IV (Louisville (Kentucky), 25 mei 1984) is een Amerikaans autocoureur. Hij is de kleinzoon van viervoudig Indianapolis 500 winnaar A.J. Foyt.

## Carrière
Foyt won in 2002 het Indy Lights kampioenschap met een wagen van A.J. Foyt Enterprises, het team van zijn grootvader A.J. Foyt. Hij won dat jaar vier van de zeven races en vertrok vier keer vanaf poleposition.
In 2003 gaat hij aan de slag in de Indy Racing League, eveneens voor het team van zijn grootvader. Hij behaalde dat jaar geen enkele top tien plaats in een race en moet negen keer opgeven. In 2004 behaalde hij zijn beste resultaat in de laatste race van het seizoen, hij werd tiende op de Texas Motor Speedway. In 2005 reed hij een laatste volledige seizoen voor A.J. Foyt Enterprises, hij werd negende in de races van Homestead en Kentucky.
Vanaf eind 2005 gaat hij korte tijd aan de slag in de NASCAR Nationwide Series, maar toen zijn team aan het begin 2006 overgekocht werd en veranderde van chassis (Dodge naar Chevrolet), kon Foyt niet meer verder bij het team omdat hij een exclusiviteitscontract had waarin stond dat hij alleen met het Dodge chassis kon racen. Op het einde van dat jaar keerde hij terug naar de IndyCar en reed de laatste race van het seizoen op de Chicagoland Speedway voor Andretti Green Racing. Hij werd veertiende.
In 2007 maakte hij de overstap naar Vision Racing. Hij werd derde op de Kentucky Speedway, zijn beste resultaat tot nog toe. Een jaar later was een vijfde plaats op de Iowa Speedway zijn beste resultaat van het jaar. Wegens een gebrek aan sponsorbedragen kon hij in 2009 niet meer aan de slag bij Vision Racing. Hij kwam niet aan de start van het IndyCar seizoen en reed enkel de Indianapolis 500 en de race op de Texas Motor Speedway voor A.J. Foyt Enterprises.